# 1903-as magyar vívóbajnokság
Az 1903-as magyar vívóbajnokság a negyedik magyar bajnokság volt. A tőrbajnokságot április 24. és 25. között rendezték meg Budapesten, a MAC margitszigeti vívótermében, a kardbajnokságot pedig április 24. és 26. között Budapesten, a selejtezőt a MAC margitszigeti vívótermében, a döntőt a Vigadóban.

## Eredmények
| Versenyszám     | Arany              | Arany | Ezüst                 | Ezüst | Bronz                    | Bronz |
| --------------- | ------------------ | ----- | --------------------- | ----- | ------------------------ | ----- |
| Férfi tőrvívás  | Mészáros Ervin MAC |       | Amilcare Pieroni Pisa |       | Georg Liebmann Trieste   |       |
| Férfi kardvívás | Békessy Béla MAC   |       | dr. Nagy Béla MAC     |       | Halász Gyula Fővárosi VC |       |